# Risoba variegata
Risoba variegata är en fjärilsart som beskrevs av Rothschild 1916. Risoba variegata ingår i släktet Risoba och familjen trågspinnare. Inga underarter finns listade.